# Anna Klimsza
Anna Klimsza (18. dubna 1886, Prostřední Suchá – 10. srpna 1972, Děhylov) byla polská evangelická diakonka.
Narodila se jako Anna Krygiel. Její manželství s Józefem Klimszou zůstalo bezdětné a její manžel padl roku 1915 v První světové válce. Po jeho smrti se rozhodla pro diakonickou službu. Pracovala v evangelických diakonických ústavech v Komorní Lhotce a Bílsku, kde byla roku 1917 přijata mezi sestry. V roce 1920 začala na pozvání faráře Karola Kulisze pracovat nad vznikem polského evangelického diakonátu v Děhylově. Diakonát byl oficiálně založen roku 1923. Sestra Anna Klimsza jej od počátku vedla, nejprve s titulem starší sestra a od roku 1931 s titulem sestra představená.
Během Druhé světové války byl diakonát zrušen a Anna pobývala u své rodiny v československé části Těšínska. Po válce se vrátila do Diakonátu, kde působila do své smrti v roce 1972. Ve funkci sestry představené byla roku 1945 nahrazena Danutou Gerke.